# Летопис от Баткун
Летописът от Баткун (по-точно Баткунски xроногроф, известен и като Баткунска хроника) е летопис от Баткунския манастир „Св. св. Петър и Павел“. Той свидетелства за налагането на исляма в Родопите. Летописът е публикуван за първи път от Христо Попконстантинов във в. „Свобода" (бр. 1070, 7 април 1893 г.) и от Георги Г. Димитров в „Княжество България в историческо, географическо и етнографическо отношение“ (т. 1, 1894 г. стр.111).
Попконстантинов дава следното сведение за документа: „Паметна бележка за същото събитие (потурчването) се намирала и в българския хронограф на манастира „Св. Петър“, находящ се на 2 часа на юг от Т.-Пазарджик. Този хронограф е виждал г-н д-р Владос от Пловдив и си е снел, ала доста погрешно – види се, по неразбиране дотам на езика – един превод на гръцки." Тази хроника е считана за български превод от 19 век на гръцки превод от 18 век на изгубен и недатиран български оригинал от 17 век. Събитията описани в хрониката и достоверността им са спорни.